# ミクロシスチンLR
ミクロシスチンLRまたはマイクロシスチンLR（英: microcystin-LR、MC-LR）は、シアノバクテリアによって産生される毒素の1つである。ミクロシスチン類の中で最も毒性が高い。

## 構造
ミクロシスチンは環状ヘプタペプチドである。ミクロシスチンを構成する7つのアミノ酸には、AddaやD-β-メチルイソアスパラギン酸（D-β-Me-isoAsp、Masp）といった固有のものが含まれている。さらに、ミクロシスチンには2つの可変残基が存在し、この残基の差異がミクロシスチン間の差異となっている。これら2つの可変残基は常に標準アミノ酸であり、ミクロシスチンLRの場合にはロイシン（L）とアルギニン（R）である。

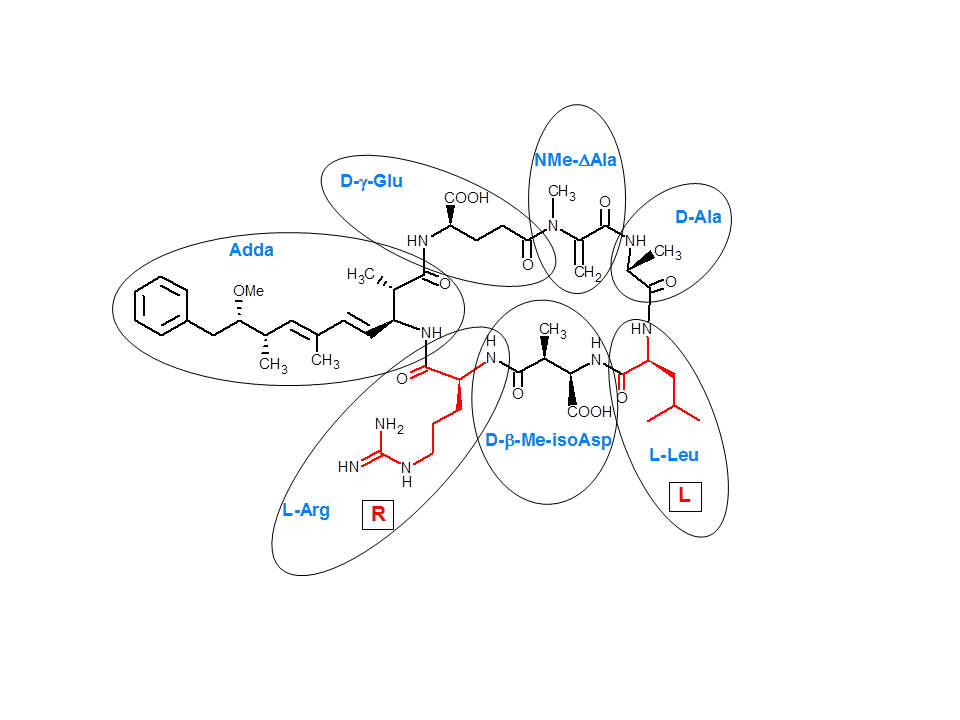
ミクロシスチンLRの化学構造。7つのアミノ酸から構成される。

今日までに250種類のミクロシスチンが同定されているが、これらは2つの可変残基のほか、Masp部分やMdha（メチルデヒドロアラニン）部分の脱メチル化や、D-Gluのメチルアステル化など他のアミノ酸の一部の修飾が異なっている。ミクロシスチン類はそれぞれ毒性プロファイルが異なり、中でもミクロシスチンLRは最も毒性が高いことが知られている。

## 生合成
ミクロシスチンは非リボソームペプチドである。ミクロシスチンLRはミクロキスティス・エルギノーサMicrocystis aeruginosaにおいて、55 kbのミクロシスチン遺伝子クラスター（mcy）にコードされるタンパク質群によって合成される。この遺伝子クラスターにはポリケチドシンターゼ活性、非リボソームペプチドシンターゼ活性を有する6つの大きな（3 kb以上）の遺伝子（mcyA–E、G）と4つの小さな遺伝子（mcyF、H–J）が含まれている。大きなタンパク質はさまざまなタンパク質ドメイン（モジュール）から構成されており、それぞれ固有の酵素機能を有している。ミクロシスチンの生合成に関与する酵素系は全てのシアノバクテリアで同一ではないものの高い類似性がみられ、必須酵素の大部分は保存されている。
M. aeruginosaにおけるミクロシスチンLRの生合成は、フェニル酢酸とmcyGとの共役によって開始される。そしてさまざまな酵素、さまざまなモジュールによって触媒される一連の反応によって、ミクロシスチンLRは形成される。全生合成経路は図に示されている。

M. aeruginosaによるミクロシスチンLR生合成経路

合成の第一部では、フェニル酢酸のアセチル基とフェニル基の間へいくつかの炭素・酸素原子が挿入される。この段階は、β-ケトアシルシンターゼ、アシルトランスフェラーゼ、C-メチルトランスフェラーゼ、ケトアシルレダクターゼ活性を有する酵素ドメインによって触媒される。この段階の完結、すなわちグルタミン酸の縮合によって、Addaが形成される。合成の第二部は、ミクロシスチンを構成するアミノ酸の縮合である。ミクロシスチンLRの場合、第二のグルタミン酸、メチルデヒドロアラニン、アラニン、ロイシン、メチルアスパラギン酸、アルギニンの連続的な縮合によって共役産物が形成される。そしてAddaの窒素原子への求核攻撃によって、環状のミクロシスチンLRが放出される。
さまざまなミクロシスチンは、ミクロシスチンLRとほぼ同じ酵素群によって合成される。

## 毒性の機序
ミクロシスチンLRは、肝細胞の細胞質においてプロテインホスファターゼPP1とPP2Aの活性を阻害する。その結果、肝細胞内ではタンパク質のリン酸化が増大する。ミクロシスチンLRとホスファターゼの相互作用は、ミクロシスチンLRのメチレン基とホスファターゼ触媒サブユニットのシステイン残基との間での共有結合の形成を伴う。ミクロシスチンLRはホスファターゼの触媒中心に直接結合し、基質の活性部位へのアクセスを遮断して酵素活性を阻害する。この結果、肝細胞内でプロテインホスファターゼが阻害されてリン酸化タンパク質が蓄積し、肝毒性につながる。
プロテインホスファターゼの触媒サブユニットの活性部位は、hydrophobic groove、acidic groove、C-terminal grooveと呼ばれる3つの溝からなるY字型構造である。ミクロシスチンLRのAdda部分はhydrophobic grooveに収容され、D-Glu部分のカルボキシル基は金属に結合した水分子と、Masp部分のカルボキシル基は酵素の保存されたアルギニン、チロシン残基とそれぞれ水素結合を形成する。そしてMdha部分のメチレン基はシステイン残基の硫黄原子に共有結合し、ミクロシスチンLRのロイシン部分はもう1つの保存されたチロシン残基に対してパッキングする。

## 影響
ミクロシスチンLRは、ヒトと動物の双方に毒性を有する。シアノトキシンの毒性は、神経毒性、肝毒性、化学熱傷を伴う細胞毒性など多岐にわたる。ミクロシスチンは一般的に肝毒性と関連しており、プロテインホスファターゼの阻害によって毒性効果を発揮する。
シアノバクテリアを原因とする中毒として最初に公表された報告は、1878年にオーストラリアの池で発生した中毒である。ミクロシスチンLRを特異的な原因とする、ヒトの死亡に関する信頼性の高い報告は存在しない。しかしながら、曝露後の健康影響の報告や、ミクロシスチン全般を原因とする死亡例は存在する。特筆すべき報告の1つが1996年のブラジルのカルアルでのアウトブレイクであり、116人に視覚障害、吐き気、嘔吐、筋力低下といった複数の症状がみられた。100人が急性肝不全を発症し、52人が"Caruaru Syndrome"と呼ばれる一連の症状で犠牲となった。この症候群は、適切な処理が施されていない水を用いた透析治療が原因であった。

### 急性・亜急性毒性
ミクロシスチンは肝毒素である。急性曝露後には、重度の肝損傷が肝細胞構造の破壊という形でみられる。さらに、肝出血による肝重量の増大、ショック、心不全、死が引き起こされる。
致死量のミクロシスチンLRを注入されたマウスは、注入後数時間で死に至る。静脈内注入または腹腔内注入されたミクロシスチンは肝臓に局在するが、これは肝細胞による取り込みのためのようである。WHOによる報告では25–150 μg/kg体重の曝露で致死となるとされている。経口投与の場合、おそらく曝露後の吸収の低さのために毒性は比較的低く、マウスでの致死投与量は5–10 mg/kg体重である。肝細胞の壊死という形でみられる肝毒性は、静脈内投与後60分以内に出現する。
| 投与経路  | 毒性 | 生物種 | 値           |
| --------- | ---- | ------ | ------------ |
| 経口      | LD50 | マウス | 5 mg/kg      |
| 吸入, 10h | LC50 | マウス | 18 mg/kg     |
| 腹腔内    | LD50 | ラット | 0.05 mg/kg   |
| 腹腔内    | LD50 | マウス | 0.0325 mg/kg |
| 静脈内    | LD50 | マウス | 0.06 mg/kg   |

### 反復経口投与毒性
マウスにおいて、純粋なミクロシスチンLRを体重1 kgあたり0、40、200、1000 μgを毎日経口投与した実験が行われている。最も高い投与量では、ほぼすべてのマウスで肝機能の変化、慢性炎症、その他いくつかの症状がみられた。メスのマウスでは、最も高い投与量でトランスアミナーゼ濃度の変化も観察された。

### 発がん性
IARCは、ミクロシスチンLRをグループ2B（possibly carcinogenic）に分類している。ミクロシスチンは腫瘍の成長を刺激する可能性があり、ミクロシスチンLRを摂取しているマウスは、発がん性物質DMBAで処理した際の皮膚腫瘍の数と重量が増加することが示されている。長期的影響に関しては、M. aeruginosaのブルームの抽出物を1年間経口投与しても腫瘍数の増加は引き起こされないという報告がある一方で、28週間にわたって週4回20 μg/kg体重を投与されたマウスでは肝臓に新生物がみられるという報告もある。このようにミクロシスチンの発がん性に関しては明確ではない。
WHOはミクロシスチンLRは変異原としては作用しないとしている。しかしながらマウスでは、ミクロシスチンの単回経口投与後にリンパ球においてDNA切断が誘発されることが観察されている。この作用は、時間と投与量に依存的である。曝露4時間後の時点では、DNA損傷応答に関与する遺伝子の発現に変化はみられないが、24時間後にはDNA損傷応答遺伝子がアップレギュレーションされる。このことは、ミクロシスチンLRが間接的に遺伝毒性物質として作用していることを示している。また中国で肝がんの発生率が最も高い地域は表流水にシアノバクテリアが大量に生息する地域である。

### 動物への影響
ミクロシスチンLRは、シアノバクテリアが大量発生した川の水の飲用により、ペットや家畜、野生動物にも影響を及ぼす。ペットや家畜にみられる中毒症状には下痢、嘔吐、衰弱、横臥などがあり、ほとんどの場合致命的である。

## 環境中のミクロシスチン
シアノバクテリアは、湖沼、貯水池や流れの緩やかな水域を好んで生息する。大部分のシアノバクテリアが毒素を産生するが、ミクロシスチンはその1グループにすぎない。シアノバクテリアが死ぬと、その細胞壁は分解され毒素が水中に放出される。ミクロシスチンは水中での安定性が極めて高く、加水分解や酸化といった化学分解に耐えることができる。ミクロシスチンの半減期はpH 1、40 °Cという条件下でも3週間であり、一般的な環境条件下では10週間にもなる。WHOは飲用水中のミクロシスチン-LRの暫定的なガイドライン値を1 μg/Lとしているが、一例として南アフリカの富栄養化した水域ではミクロシスチン濃度は10 μg/Lに達することがある。ミクロシスチンLRによる汚染は、煮沸やマイクロ波照射といった手法では除去することはできない。

## 蓄積と代謝

### 蓄積
ミクロシスチンLRは血漿から迅速に排出される。分布と排泄段階に相当するα段階とβ段階は、それぞれ0.8分、6.9分である。血漿クリアランスは約0.9 mL/minである。排出経路は主に糞便と尿中である。6日後には摂取量の約24%が体外に排出され、9%が糞便、14.5%が尿中に排出される。ミクロシスチンLRは主に肝臓に蓄積し、その他の組織の曝露はそれよりもかなり低い濃度となる。

### 代謝
ヒトでのミクロシスチン代謝に関するデータは極めて乏しい。毒素の代謝や蓄積に関するデータはマウスやラットを用いたものがより豊富に存在する。これらの動物ではミクロシスチンLRは肝臓で迅速に濃縮される。マウスでは、ミクロシスチンLRの無毒化によってシトクロムP450（CYP450）やシトクロムb5濃度の低下、そしてCYP450が変換されたCYP420の濃度の上昇が引き起こされる。また、高濃度のCYP450が誘導されたマウスでは毒素の影響が低く、CYP450がミクロシスチンの無毒化に重要な役割を果たしていることが示唆される。
薬物代謝の第2相は、さまざまな内因性物質との抱合である。ミクロシスチンLRはグルタチオン抱合体やシステイン抱合体として排出されることが知られている。グルタチオンやシステインはMdha部分と抱合する。また、Adda部分での硫酸抱合によって生成されると推定される代謝物も検出される。

## 生分解
ロトルア湖やその他の地域からは、microcystinaseと呼ばれるメタロプロテアーゼが単離されている。この酵素はミクロシスチンを毒性が1/160の物質へ変換する。